# Aspila insulata
Aspila insulata är en fjärilsart som beskrevs av Navás 1924. Aspila insulata ingår i släktet Aspila och familjen nattflyn. Inga underarter finns listade i Catalogue of Life.